# 9712 Nauplius
9712 Nauplius è un asteroide troiano di Giove del campo greco. Scoperto nel 1973, presenta un'orbita caratterizzata da un semiasse maggiore pari a 5,2279808 au e da un'eccentricità di 0,1282587, inclinata di 8,47022° rispetto all'eclittica.
L'asteroide è dedicato a Nauplio, re di Eubea.